# Kozłów (gmina w powiecie radomskim)
Kozłów (od 1973 Jastrzębia) – dawna gmina wiejska istniejąca do 1954 roku w woj. kieleckim. Nazwa gminy pochodzi od wsi Kozłów, lecz siedzibą władz gminy był Lesiów. 
Gminę zbiorową Kozłów utworzono 13 stycznia 1867 w związku z reformą administracyjną Królestwa Polskiego. Gmina weszła w skład nowego powiatu radomskiego w guberni radomskiej i liczyła 2297 mieszkańców.
W okresie międzywojennym gmina Kozłów należała do powiatu radomskiego w woj. kieleckim. Po wojnie gmina zachowała przynależność administracyjną. Według stanu z dnia 1 lipca 1952 roku gmina składała się z 7 gromad: Jastrzębia, Kozłów, Lesiów, Owadów, Rajec Poduchowny, Wojciechów i Wólka Lesiowska.
Jednostka została zniesiona 29 września 1954 roku wraz z reformą wprowadzającą gromady w miejsce gmin. Po reaktywowaniu gmin z dniem 1 stycznia 1973 roku gminy Kozłów nie przywrócono, utworzono natomiast gminę Jastrzębia w tymże powiecie i województwie.